# Celiangeli Morales Meléndez
Celiangeli Morales Meléndez (Puerto Rico, 2 de novembre de 1985) és una corredora de velocitat porto-riquenya. Va competir en els 200 metres llisos al Campionat del Món d'atletisme de 2015 de Pequín sense avançar de la primera ronda.
Les seves millors marques son:
- 100 metres – 11,39 (0.0 m/s, Mayagüez, Puerto Rico 2014)
- 200 metres – 23,00 (+0.8 m/s, Rio de Janeiro, Brasil 2016)